# 庫蘭達觀光列車
庫蘭達觀光列車是連接凱恩斯至庫蘭達的觀光列車，全長37公里，途中有三個車站，需時約兩小時。鐵路由1886年開始興建，至1891年完成建設及通車。